# Patti Yasutake
Patti Yasutake (Los Ángeles, 6 de septiembre de 1953 - Santa Mónica, 5 de agosto de 2024) fue una actriz de teatro, cine y televisión estadounidense. Fue conocida por su interpretación de la enfermera Alyssa Ogawa en la franquicia Star Trek. Ella era la hermana de la empresaria Irene Hirano.

## Vida y carrera
La carrera como actriz televisiva de Yasutake comenzó en 1985 con una aparición en el programa TJ Hooker. Más recientemente, apareció en Boston Legal. Residió en Hollywood, California. Ella estaba casada.
Fue nominada a un premio Independent Spirit como Mejor Actriz de Reparto en 1988 por su papel en The Wash.
Yasutake murió de una forma rara de linfoma de células T en el Centro Médico UCLA Santa Mónica, el 5 de agosto de 2024, a la edad de 70 años.

## Filmografía parcial
- Tales of Meeting and Parting (1984)
- Gung Ho (1986) ... como Umeki
- Gung Ho (1986) (Serie de TV) ... Como Umeki Kazuhiro
- The Wash (1988) ... como Marsha
- Without Warning: The James Brady Story (1991) (Película de TV) ... como Terapeuta
- Fatal Friendship (1991) (Película de TV) ... como Ling Landrum
- Stop! Or My Mom Will Shoot (1992) ... como Periodista de la TV Leslie
- Blind Spot (1993) (TV movie) ... como Dra. Charbonneau
- Donato and Daughter (1993) (Película de TV)
- Lush Life (1993) (Película de TV) ... como Doctora
- Star Trek: The Next Generation (1994) ... como Enfermera Alyssa Ogawa (16 episodios)[6]
- Star Trek Generations (1994) ... como Enfermera Alyssa Ogawa
- Dangerous Intentions (1995)
- Abandoned and Deceived (1995) (Película de TV)
- Road to Galveston (1996) (Película de TV) ... como Enfermera Dickerson
- Star Trek: First Contact (1996) ... como Enfermera Alyssa Ogawa
- Clockwatchers (1997) ... como Mujer del teatro (sin acreditar)
- A Face to Kill For (1999) ... como D.A. Rowland
- Drop Dead Gorgeous (1999) ... como Mrs. Howard
- The Mutant Watch (2000) (Película de TV)
- Star Trek: Armada II (2001) (voz) ... como Voces adicionales
- ER (2003) ... como Kito
- Cold Case (2007) (Serie de TV) ... as Barbara Takahashi
- Unbelievable!!!!! (2020) ... como Dra. Beverly Krasher[7]
- Beef (2023) (TV series) ... como Fumi[8]
- Like a Dragon: Infinite Wealth (2024) (voice) ... como Akane Kishida[9]